# Сакурабана
Сакурабана (јап. 桜 — трешњин цвет) је друштво/НВО за промоцију и популаризују аниме/манга и јапанске ПОП културу.

## Оснивање
У 2005. години је неколицина ентузијаста из Београда одлучила да покрену сајт на Интернету, који је за циљ имао да окупи љубитеље аниме и манга издања. Сајт је назван „BG-Anime“ и своју прву верзију је доживео 23. јуна 2005. године, а у јулу 2006. године је израђена и друга верзија сајта са међународним доменом . Захваљујући овом сајту скупљено је довољно информација за почетак отварања НВО.

## Друштво
26. фебруара 2006. је одржана прва седница на којој је донета одлука о оснивању, након тога су прикупљена и сва остала неопходна документа за оснивање и предата. Међутим, време у које је предат захтев за оснивање је био веома неповољан за тако нешто, јер је убрзо уследило и цепање државне заједнице Србија и Црна Гора, па уместо 2 месеца процедура је трајала око 9 месеци.
Први корак и јавно појављивање, друштво је доживело на фестивалу „Мангадром“, где је друштво учествовало у организацији пројекција и где су одржали предавање под називом „Аниме и манга данас“.
Друго појављивање друштва се догодило на „Четвртом међународном салону стрипа“ у СКЦ-у где је одржана продужена верзија предавања са Мангадрома.
Крајем 2006. године управа Сакурабане ступа у контакт са ДОБ-ом и добија недељни термин у њиховим просторијама (петак од 19-21h.)
Током 17. и 18. фебруара 2007. је одржан „Аниманга викенд“, што је била прва манифестација коју су људи из Сакурабане самостално организовали уз помоћ ДОБ-а.